# Iriny
Iriny (románul Irina) falu Romániában, Szatmár megyében.

## Fekvése
Nagykárolytól délre, Érdengeleg mellett található. Közigazgatásilag Érendréd községhez tartozik. Kis település Szatmár megyében. Az Ér jobb oldali teraszán Nagykárolytól 17 km-re helyezkedik el, a Nagykároly-Érendréd-Tasnád műút vonalában. A Porteleki, illetve a Dengelegi utcán halad át a műút, ezt keresztezi egyik oldalról az Iskola utcája, másik oldalról pedig az Újsor utcái.

## Története
Iriny nevét már igen korán, a XIII. század elején említették a Váradi Regestrumban. A szóban forgó okleveles említés 1219-ből való és "uilla Juren" (villa Iuren) néven szerepel. A község ekkor Közép-Szolnok vármegyéhez tartozott.
1279-ben IV. László király Iuren-i Vid fiainak, Venczelnek és Lászlónak adományozta újra a tőlük Tódor szatmári várjobbágy által elszántott három ekealjnyi földterületet egy hőstettért. Tőlük származik az Irinyi család, mely 1385-től földesura, s még a XX. század elején is nagyobb birtokosa volt a településnek.
Kialakulásának ideje arra utal, hogy várjobbágyi szolgálatban lévő település volt az érmelléki gyepű vonalában. A településről kapta nevét az Irinyi család. A településnek több névváltozata is fennmaradt: 1270: Iriny, 1329: Juren, 1349: Jwren, 1366: Iryn, 1458: Iren, 1460: Irin, 1820-1851: Iriny.
Azt nem lehet tudni, hogy milyen méretű volt a török időkben a pusztítás. Az adóterhek panasza alapján arra lehet következtetni, hogy a falu népe megpróbálta kivédeni a török- és tatár rablótámadásokat. Viszont ez csak kezdetben járhatott sikerrel, mert a XVII. század végére a falu teljesen elnéptelenedett, s így az 1692-ben már teljesen üresen áll. Szatmár vármegyét 1703 pünkösdjétől 1705 február 28-áig ért károkról Rákóczi parancsára Kellesy István és Ibrányi János készítettek jegyzőkönyvet. Ebben a faluról írják:
„Iriny pusztán állott két hétig, gazda van benne 3, kuruczczá lett 24.”
A harcok elültével a falu újra benépesült, Irinyi Zsigmondon kívül már 20 név szerepel az adóösszeírásban 1707-ben.
Az 1711-es birtokos és birtoktalan nemesek összeírásakor Irinyi Sigmond birtokos (possessionator) került felírásra Irinyben.
Az 1785-ös összeírás alkalmával Irinyben 1 nemest, 28 szabados jobbágyot és 1 zsellért találtak. A szabad jobbágy megnevezés telepített jobbágyot jelent. Tehát Irinybe jelentős telepítés történt, mely során református magyar jobbágyok települtek át a szomszédos elpusztult falvakból. Hat lelket számolva egy családra a falu lakossága ebben az időben 180 lehetett. Fennmaradt adatok szerint 1828-ban 774, 1930-ban 794, 1966-ban 852, míg 1980-ban 734 a lélekszáma, a házaké pedig 272. Az ezt követő években számottevő a fiatalok elvándorlása, így 1992-ben már csak 587 lakosa, ebből román 26, magyar 552, cigány 7. 2006-ra továbbcsökkent a magyar és román lakosok száma, jelenleg közel 400-ra tehető, de ezzel ellentétben megnőtt a cigány lakosság száma 180-ra.
A falu gazdasági életének alapja a múlt rendszerben az Érdengeleggel közös mtsz volt ez több kisebb társulásra esett szét. A lakosság nagy része ma is mezőgazdaságból és állattenyésztésből igyekszik megélni. A fiatalok közül egyre gyakoribb az, hogy városon, Nagykárolyban, vagy Szatmáron keresnek munkát.

## Temploma

### A Református Egyházközség története
Az Irinyi Református Egyházközség keletkezésének pontos idejét okmányok hiányában nem lehet tudni, csak következtetni tudunk, hogy az egyházközség már a XVII. század első felében megvolt. Ezt bizonyítja, hogy 1614. április 24-én Szatmárban Irinyi András megyei esküdt nótárius, tiltakozás formájában jelentette a törvényszék előtt, hogy Irinyi Tamás, testvére az elmúlt zavaros években, az ő nemesi kúriája mellett fekvő parochiális telket Irény faluban elfoglalta, saját telkéhez kapcsolta, és sövénnyel elkerítette, azon jégvermet épített. Ezzel meg nem elégedve 1614-ben márc. 15 körül, mikor a sövény az elfoglalt telek körül a régiség miatt elavult, Rácz János jobbágya és napszámosa által azt elrontatta és helyére újat csináltatott. Ezen felül az régtől fogva az irényi egyházhoz és iskolához tartozó telket elfoglalta saját telkéhez csatolta, új sövénnyel körül kerítette, nemesi telkéhez csatolta és arra Varga János jobbágyának házat épített, az egyház és iskola ilyen nagy sérelmére. Teszi ezt a tiltakozó saját és testvérei, Irény birtok egész lakossága nevében, Irényi Tamást és fiát, Irényi Györgyöt és utódait a foglalástól, a birtoklástól, építéstől, a haszonvételtől és mindennemű használattól eltiltják, annak ellene mondanak.
Ezt támasztja még alá az egyházközség tulajdonában lévő 1823-ban készült leltár, melyben szerepel egy 35 fontos harang ezzel a felirattal: "Jezus Nazarenus Rex Judeorum. 1616". Tehát már az egyházközségnek 1616-ban harangja volt. Ezen kívül van még egy tárgyi bizonyíték az egyház korai létezésére. Van egy ma is meglévo kehely, amelyen ez a fölirat található: ”Irinyi György tsináltatta Isten dicsoségére. A.D. 1633”.

### A gyülekezetének eddig három temploma
Az egyházközség templomai: az egyházközségnek a mai használatban lévő temploma a harmadik templom.
Az első templom a parókia északnyugati oldala mellett levő dombon volt. Építtetésének idejét nem tudjuk. Annyit tudunk róla, hogy nem volt tornya és gótikus stílusú volt. Eredetileg a katolikusoké volt, de a reformáció után a reformátusok tulajdonába került és 1746-ig ők birtokolták. 1746-ban a helybeli birtokosok: az Irinyi család rekatolizált s ezzel egy időben a templom visszakerült a katolikusok tulajdonába, de érdekes módon a falu lakosságának nagy része nem tért vissza a katolikus vallásra, hanem megmaradtak reformátusnak. Ekkor már a cuius regio - eius religio (akié a föld - azé a vallás) elve nem bírt olyan hatóerővel, mint korábban, ezzel magyarázható az, hogy a falu lakossága a rekatolizálásban az Irinyi családot nem követte. Azonban a falu református lakossága templom nélkül maradva arra kényszerült, hogy új templomot építsen magának. Így jött létre az egyházközség második temploma.
A templom nélkül maradt reformátusok 1752-ben az iskola udvarán építtettek egy kis templomot fából és deszkából. Erről a templomról nincs sok fennmaradt adat. Az tudjuk még róla, hogy volt a kicsiny templomnak egy öt ölnyi magas tornya is. Ezt a fából készült templomot 1804-ig használta a gyülekezet. Ekkor határozták el, hogy új templomot építenek. A gyülekezet jelenlegi, ma is használatban lévő templomát így 1804-ben építtették. Ekkor Katona József volt a gyülekezet lelkésze, a kurátorok pedig Malomi Ujlaki István, id. Ujlaki István, Farkas Mihály és Farkas István voltak. A gótikus stílusú templomot téglából építik, tetőzete pedig akkor még zsindellyel volt fedve. A fennmaradt feljegyzések szerint a kőműves munkát Jung József, az ácsmunkát szaniszlói Pálfi János végezte el. A templom felépítése hatalmas munka volt és nagy összefogást igényelt, mert a faluban ekkor még csupán 36 gazda volt, a többi lakos zsellér volt, és az egyházközségnek vagyona alig volt. A templom ekkor még torony nélkül épül fel, a jelenlegi tornyot, majd csak 62 évvel később, 1866-ban építik hozzá.

### A templom elhelyezkedése
A templom a falu központjától kissé lejtős helyen épült. Eleje a tornyával a mező felé, illetve a lecsapolt láp felé van, s a távolban a szilágysági dombok látszanak. Keleti oldala a szomszéd telekkel határos, az északi vége is, míg a nyugati oldala a parókia mellett van. A templom keleti oldalán három támpillér található, míg a nyugati oldalon egy van, ezek a templom falának erősítését szolgálják.
A templomnak két ajtaja van. Egyik a torony alatt, a másik a parókiával szemben. A templom kétoldali falán 3-3 ablak található. A templom mennyezete téglalap alakú kazettás, amely kék színre van festve. A templom le van padlózva deszkával mindenütt, a padok alatt is.
A templomnak két karzata van. A torony alatti bejáratnál van a nagy karzat, s vele szemben a kis karzat. A nagy karzat szépen kivitelezett három bolthajtású, míg a kis karzat sima elejű.
A szószék az oldalsó ajtóval szemben van, a fal mellett található. A szószék fából készült, és kehely alakú, az a hiányossága, hogy nincs szószékkoronája. A szószék készítőjének a neve nem maradt fenn. A szószék feljárati oldalán három személyes papi pad található.
A papi pad előtt van az úrasztala, amely egy kétajtós szekrényű, kerek tetejű asztal. Az úrasztala körül tágas tér van.
A templomnak nincs orgonája, hanem egy négy oktávos harmónium van elhelyezve a kis karban, amely segíti az éneklést.
A templom karzatait, padjait, a szószéket és az úrasztalát bársonyterítők díszítik, ezeknek fehér rojtjaik vannak és mindegyikre egy-egy bibliai vers van sárga pamuttal ráhímezve. Ezeket a gyülekezet bizonyos családjai készítették és adományozták az egyháznak.
A szószéktől jobbra van a férfiak két padsora, jobboldalt kilenc, baloldalt nyolc hátas pad található. A szószéktől balra és a bejárati ajtótól jobbra a nők két padsora található, ezen a részen mindkét oldalt kilenc sor hátas pad van elhelyezve. Mind a férfiak, mind a nők padsorai között egy-egy méter távolság van. A padsorok mellvéd padjaiban három-három betét van, így összesen tizenkettő. Mindegyik betét közepére egy-egy csillag van faragva.

### A templomon végzett javítások
A templomot 1829-es és az 1934-es földrengések nagyon megrongálják, de mindkét esetben az egyháztagok adományaiból sikerül megjavítani. 1881-ben a templomot bádoggal fedik be. A templomot ezenkívül, 1913-ban Veres Imre lelkipásztor szolgálata idején javítják. Ekkor a templom földjét lepadlózták, 36 db hátas padot, 4 db ablakot, és egy ajtót készítettnek és a templomot kívül-belül lemeszeltetik. 1942-ben is kívül-belül lemeszelik a templomot, 1956-ban pedig a torony faszerkezetét javítják meg, és horgonyzott bádoggal befedik. 1964-ben elérik azt, hogy a templomba bevezetik a villanyt. 1972-ben újabb javításokat végeztek a templomon, ekkor a templom külsejét vakolják be, és a templom tetőzetét festik le. A legutolsó javítások 1988-ban voltak, amikor a falakat újra vakolták és lefestették, a padokat kijavították, a plafont és a padokat újból lefestették. A templom jelenlegi állapotában is javításra szorul. A templom déli részén van egy hasadás ami miatt meg kell erősíteni a templom falait. Ezen kívül szükséges lenne a templom külső-belső javítása is.

### A templom harangjai
A templomnak két harangja van használatban. Mindkét harang a toronyba faállványra van felállítva. A kisharang 139 kg súlyú, és ez a felirat található rajta: Az Irinyi Református Szent Eklésia öntette közadakozásból, 1923. Ezt a harangot Bukarestben Nicolae Spireanu harangöntő készítette. Erre azért volt szükség, mert 1917-ben az egyházközségnek 210 font súlyú harangját elvitte a hadsereg. Ez az elkobzott harang egyébként 1841-ben volt öntve.
A másik használatban lévő harang nagyobb ennél, 200 kg súlyú, és ez a felirata: Öntette az Irinyi Református Egyházközség közadakozásból, 1991. Ez a harang az 1983-ban a nagybányai Gutinul cég által öntetett harangnak az átöntéséből lett készítve Vass Zoltán harangöntő által.
Ezen kívül a gyülekezet tulajdonában van egy 1778-ban öntetett harang, ez mindössze 50 kg súlyú, és mivel meghasadt azért nincs használatban. E régi kicsiny harangnak ez a felirata: Az Irinyi Református Ecclesia öntette, 1778-ban.

### Az Irinyi Református Egyházközség lelkipásztorai
Az első lelkész a fennmaradt iratok szerint Kölcsey Pál volt, 1659 június 1-tol szolgált a gyülekezetben, pontosan nem tudjuk, hogy meddig. Szintén nagyon kevés adatunk van Báthori Jánosról, őróla is csak annyit tudunk, hogy 1671 júniusában a gyülekezetben szolgált.
Dézsi Istvánról viszont tudjuk azt, hogy 1702 július 2-1711 között Irinyben szolgált. 1711-tol azonban már Sarmaságon van.
Rákosi Márton 1762-1768 között szolgált az egyházközségben.
Zabó Mihály 1768-1773, o Irinybol Nagypacalra ment át. A fent említett adatokból látszik, hogy gyakran váltogatják egymást a lelkészek. Ez azzal magyarázható, hogy az egyházközségben kicsi lehetett a lelkészi javadalmazás mivel a foúri támogatás hiánya miatt szegény volt a gyülekezet.
Madarasi István mindössze 2 évet volt a gyülekezetben 1774-1775.
Őt követte Makódi János, aki 1775-1783 közötti szolgálata után majd Tasnádszarvadra ment.
Somogyi Ferenc, 1783-1789 között szolgált a gyülekezetben s az itt töltött idő után Kaplonyban folytatta szolgálatát.
Makódi Jánosról viszont annyit tudunk, hogy Érkőrösről jött Irinybe és 1789-1799 között szolgált a gyülekezetben.
Lakatos János is szintén rövid időt töltött Irinyben, 1799-1800 között szolgált. Annyit tudunk még róla, hogy Érmindszentrol jött át.
Katona József 1800-1805 között szolgált a gyülekezetben. Az o szolgálata idején 1804-ben épült fel ma is használatban lévő templom.
Gyori János 1805-1808 között volt a gyülekezetben, más adatot nem tudunk róla.
Sellei József 1808-1814 között végzett szolgálatot Irinyben és tudjuk még azt is róla, hogy Irinybol Érdengelegre ment át.
Makódi Márton, 1814-1819 között szolgált a gyülekezetben és Érszodoróra ment át.
Papp Dániel 1819-1831 között szolgált. O az első lelkész akinek az idejében már rendesen folyik az adminisztráció. Az egyházközség különösebb eseményeit leírja, o tudósít az 1829. és 1834. évi földrengésekről. A földrengés miatt a templom nagyon megrongálódott de ezt majd csak később tudták kijavítani.
Margittai József, 1831-1835 között szolgált a gyülekezetben. Tudjuk még azt is róla, hogy Irinyben halt meg 70 éves korában.
Lengyel József 1835-1841 között szolgált a gyülekezetben és az o idejében javítják meg a földrengés miatt megrongálódott templomot.
Papp Lajos, 1841-1853 között végzett szolgálatokat a gyülekezetben. Az ő szolgálata idején 1848-ban az egyházközség a hívek adományából egy 210 fontos harangot öntetett. Ezt a harangot 1917-ben háborús célokra elvette az állam.
Sógor Sándor, 1853-1858 között volt a gyülekezetben és itt Irinyben halt is meg.
Nagy Károly 1858-1871 között szolgált a gyülekezetben. Ő az, aki először írta meg az egyházközség történetét. Az o idejében 1866-ban készült el a templom tornya és nagyméretű templomjavítás folyt ebben az időben. Nagy Károly jegyezte fel azt is, hogy 1870-ben népszámlálás volt a faluban. Az adatok szerint ekkor a falu összlakossága 704 lélek volt, ebből 434 személy volt református. Nagy Károly 1871-ben Irinyből Érdengelegre ment át.
Nagy Károly szolgálata után rövid időn belül több lelkipásztor is megfordul a gyülekezetben. Tamási Lajos, 1871-1872 között volt a gyülekezetben.
Lovei Pál, 1873-1875 között végzett szolgálatokat és Irinyből Olcsvára ment.
Balajti János, 1875-1880 között szolgált a gyülekezetben és Irinyben is halt meg. Leszármazottai még most is vannak a faluban.
Veress Imre, 1881-1928 között szolgált a gyülekezetben, összesen 47 éven át, innen ment nyugdíjba. Az o idejében a templomot kívül és belül renováltatja a gyülekezet. 1923-ban Spirianu Nicolae nevű bukaresti harangöntővel öntetnek egy 139 kg súlyú harangot.
Veress Kálmán, 1928-1951 között szolgált. O is hosszú ideig szolgált a gyülekezetben, Irinyben tért végső nyugalomra.
Fehér Sándor, 1951-1971 az o idejében 1956-ban megjavítják a templom tornyát és befedik azt horgonyzott bádoggal. 1971-ben külső a templom külső falait vakoltatja a gyülekezet és a belső falait lefesti. Fehér Sándor 1971-ben Kaplonyba ment át. Az o távozása után gyakran váltogatják egymást a lelkészek.
Soós András, 1971. június–november között volt lelkész.
Vékony Mihály 1971. november 1.-1972. március 1. között végzett szolgálatokat.
László Vilmos, 1972. március 1.-1973. július 1. között szolgált.
Kiss Zoltán, 1973. július 1-tol 1996-ig szolgált. O Érszentkirályról jött Irinybe és nyugdíjazásáig a gyülekezetben szolgált. Szolgálata idején megjavították a parókiát. A templom és a parókia körül vaskerítést készítettek. 1980-ban gyászkocsit vásároltak a falú számára és ennek gyászházat építettek. 1981-ben a templom tetőzetét lefestették. 1983-ban pedig a nagybányai Gutinul cégnél egy 150 kg súlyú harangot öntettek. Ez sajnos már 1990-ben elhasadt de felhasználták 200 kg-os harang öntéséhez, mely 1991 novemberében készült el és lett hazaszállítva. 1988-ban a templomot belül javíttatja meg a gyülekezet, a falakat 1,5 m magasságig újra vakolják és lefestik, a padokat kijavítják és lefestik. 1996-ban Irinyből ment nyugdíjba.
Orosz Márta érendrédi lelkésznő, 1996-2001 között szolgált a gyülekezetben, mint beszolgáló lelkész. Az o idejében a parókián végeztek javításokat.
Orosz Rajmond, 2001-2005 között volt a gyülekezet lelkésze. Betegsége miatt kérte az irinyi szolgálata alól való felmentését. 2004 novemberétől-2005 júniusáig Sebestyén Elek Elod kaplonyi lelkipásztor szolgált beszolgáló lelkészként. 2005 júliusától szeptemberig pedig Sámi Vilmos érdengelegi lelkipásztor végezte a gyülekezeti szolgálatokat.
2005. október 1.-tol Szabó Sándor lelkipásztor lett a gyülekezet lelkésze.

## A rendülés napja
1829-ben és 1834-ben két nagyméretű földrengés volt, amely nagyon megrémítette a falu lakosságát. A templom a földrengések miatt nagyon megsérült. A két földrengés óta a megrázó eseményekre minden év július 1-jén megemlékeznek. Ezt a napot nevezik a rendülés napjának.
A földrengésről Papp Dániel akkori lelkész feljegyzéseiből tudunk meg részleteket. 1829 júliusának első napján kora reggel 4-5 óra között volt az első földrengés. Papp Dániel így írja le: "Mintha két erős ember rázott volna meg, azt sem tudtam, hogyan lökődtem ki az ágyból. Recsegés, ropogás, a kémény ledőlése következtében a falról az edények lehullottak, a harangok a nagy rázkódás miatt kongtak. Az utca tele volt emberekkel … Este 8-9 óra között volt az aznapi második földrengés, mely sokkal rettenetesebb volt. Nagy reccsenéssel, morgással dübörgést éreztünk a lábunk alatt. A házak dűlő félben voltak, omlottak az épületek falai, kongtak a harangok, a fák ágai a földet verdesték, a kutakból a vizek fellökődtek."

## Nevezetességei
- Református templom
- Görögkatolikus templom.
- Irinyi kastély

## Híres emberek
- Itt született 1947-ben Irinyi Kiss Ferenc költő, újságíró.